# インドラ・プトラ・マハユディン
インドラ・プトラ・マハユディン（マレー語: Indra Putra Mahayuddin、1981年9月2日 - ）は、マレーシアのサッカー選手。元マレーシア代表。ポジションはFWまたはWG。

## クラブ歴

### ペラFAからセランゴールFA
ペラFAのユース出身で2002年にトップチームに昇格し2002年、2003年のマレーシア・スーパーリーグ連覇に貢献した。翌2004年はパハンFAに電撃移籍。このシーズンはパハンFAが優勝し、彼自身はスーパーリーグを3連覇した。この年彼は21試合15得点の活躍を見せリーグ得点王にも輝いた。パハンFAとの契約が満了し、2008シーズンにはセランゴールFAへ移籍した。

### ケランタンFA
2009シーズンにはケランタンFAに移籍し、ペラFAでチームメイトであったムハマド・カリド・ジャムルスとのコンビで活躍した。2009年4月18日にはヌグリ・スンビランFA戦で相手ディフェンダーであるモハマド・ラハマン・ザブールを踏みつけ、ヌグリ・スンビランFAのサポーターから悪評を得た。しかしながら彼はこの行為でレッドカードを提示される事はなく、退場を免れた。同年のピアラFAマレーシアの決勝ではセランゴールFA相手にPK戦に縺れ込んだが彼のシュートはバーを直撃し3-1でこの試合に敗北した。ケランタンFAはこの年、ヌグリ・スンビランFAに敗れてマレーシアカップのタイトルも落としているが、彼はフリーキックからこの試合で得点していた。兎も角、彼はこの年に最優秀選手を受賞している。マレーシアカップについてはその翌年にタイトルを獲得した。

### TチームFCとケランタンFAへの復帰
2011シーズンはTチームFCに移籍した。しかし翌年ケランタンFAに復帰。シャー・アラム・スタジアムで行われたマレーシアカップ決勝戦でATM FAを破りタイトルを獲得すると、マレーシア・スーパーリーグ、ピアラFAマレーシアも制覇し、トレブル達成に貢献した。

### FELDAユナイテッドFCとケランタンFAへの再復帰
2013シーズンにマレーシア・プレミアリーグへの降格が決定したFELDAユナイテッドFCに2013年末に移籍。2014シーズンのプレミアリーグを2位で終えるのに貢献し、スーパーリーグへ復帰した。
その後2015年12月30日にケランタンFAへの再復帰が発表された。

### クアラルンプールFA
2017年12月3日、クアラルンプールFAへ移籍した。

## 代表歴
2003年の東南アジア競技大会に出場した他、同年のプレミアリーグ・アジアトロフィーに出場した。また、2002 タイガーカップにも出場し4位で終えた。
ノリザン・バカル監督によってAFCアジアカップ2007のマレーシア代表にも選抜された。同大会で彼はマレーシア代表唯一の得点者となり、中国代表から点数を奪ったものの、グループステージ全敗と云う結果に終わった。
その後代表から長らく遠ざかっていたが、2014年9月14日に行われたインドネシア代表戦の際にダラー・サラー監督から招集された。控えとして途中出場したものの、2-0で敗北した。
また、マレーシアリーグXIとしても出場経験があり、2008年7月29日にはシャー・アラム・スタジアムでチェルシーFCと対戦しているが、0-2で敗れた。しかしチェルシーFCの監督、ルイス・フェリペ・スコラーリはこの試合について良い試合であったと彼らを讃えた。

## 個人成績
2016年3月15日現在
代表での得点一覧
| #   | 日附           | 場所                                           | 対戦相手       | 得点 | 結果 | 大会                    |
| --- | -------------- | ---------------------------------------------- | -------------- | ---- | ---- | ----------------------- |
| 1.  | 2002年12月11日 | プタリン・ジャヤ                               | カンボジア     |      | 5-0  | 親善試合                |
| 2.  | 2002年12月18日 | シンガポール・ナショナルスタジアム             | シンガポール   | 0–2  | 0-4  | 2002 タイガーカップ     |
| 3.  | 2002年12月18日 | シンガポール・ナショナルスタジアム             | シンガポール   | 0-3  | 0-4  | 2002 タイガーカップ     |
| 4.  | 2002年12月20日 | シンガポール・ナショナルスタジアム             | タイ           | 3-1  | 3-1  | 2002 タイガーカップ     |
| 5.  | 2002年12月29日 | ジャカルタ・ゲロラ・ブン・カルノ・スタジアム   | ベトナム       | 2-1  | 2-1  | 2002 タイガーカップ     |
| 6.  | 2003年10月22日 | マナーマ・バーレーン・ナショナル・スタジアム   | バーレーン     | 1-1  | 3-1  | AFCアジアカップ2004予選 |
| 7.  | 2006年8月23日  | シャー・アラム・シャー・アラム・スタジアム     | ミャンマー     | 1-0  | 1-2  | 2006年ムルデカ大会      |
| 8.  | 2007年7月10日  | クアラルンプール・ブキット・ジャリル国立競技場 | 中華人民共和国 | 1-4  | 1-5  | AFCアジアカップ2007     |
| 9.  | 2008年7月22日  | ハイデラバード                                 | インド         |      | 1-1  | 親善試合                |
| 10. | 2008年10月15日 | プタリン・ジャヤ・プタリン・ジャヤ・スタジアム | ネパール       | 1-0  | 4-0  | 2008年ムルデカ大会      |
| 11. | 2008年10月23日 | クアラルンプール・ブキット・ジャリル国立競技場 | ミャンマー     | 1-0  | 4-0  | 2008年ムルデカ大会      |
| 12. | 2008年10月23日 | クアラルンプール・ブキット・ジャリル国立競技場 | ミャンマー     | 3-0  | 4-0  | 2008年ムルデカ大会      |
| 13. | 2008年12月6日  | プーケット県スラクル・スタジアム               | ラオス         | 2-0  | 3-0  | 2008 AFFスズキカップ    |
| 14. | 2008年12月8日  | プーケット県スラクル・スタジアム               | ベトナム       | 1-1  | 2-3  | 2008 AFFスズキカップ    |
| 15. | 2008年12月8日  | プーケット県スラクル・スタジアム               | ベトナム       | 2-2  | 2-3  | 2008 AFFスズキカップ    |
| 16. | 2014年11月29日 | シンガポール・ナショナルスタジアム             | シンガポール   | 1-3  | 1-3  | 2014 AFFスズキカップ    |
| 17. | 2014年12月20日 | クアラルンプール・ブキット・ジャリル国立競技場 | タイ           | 2-0  | 3-2  | 2014 AFFスズキカップ    |

## タイトル

### クラブ
ペラFA
- マレーシア・スーパーリーグ: 2002, 2003

パハンFA
- マレーシア・スーパーリーグ: 2004
- ピアラFAマレーシア: 2005-06

ケランタンFA
- マレーシアカップ: 2010

### 代表
- 東南アジアサッカー選手権

準優勝: 2014
- 東南アジア競技大会

銅メダル: 2003

### 個人
- マレーシア・スーパーリーグ得点王: 2004
- マレーシアサッカー協会最優秀選手: 2009